# Saint-Hippolyte-de-Caton
Saint-Hippolyte-de-Caton är en kommun i departementet Gard i regionen Occitanien i södra Frankrike. Kommunen ligger i kantonen Vézénobres som tillhör arrondissementet Alès. År 2022 hade Saint-Hippolyte-de-Caton 272 invånare.

## Befolkningsutveckling
Antalet invånare i kommunen Saint-Hippolyte-de-Caton
Referens:INSEE